# Ido
El ido es una lengua auxiliar, posiblemente la cuarta lengua construida más usada en el mundo tras el esperanto, toki pona e interlingua aunque con gran diferencia en cuanto a representación por continentes y número de hablantes. Es una versión reformada del esperanto (idioma creado por L. L. Zamenhof) que en 1907 fue elegida oficialmente por la Delegación para la Adopción de una Lengua Auxiliar Internacional como el mejor proyecto de lengua internacional de todos los existentes.[cita requerida] La decisión no fue transparente:[cita requerida] discusiones solo en francés, los lingüistas eran minoría, siempre hubo ausencias y fueron decisivas el día de la votación, el delegado Louis Couturat y creador del ido (contra la regla de que un creador estuviera en el comité) propuso de la nada y como si de un anónimo se tratara un esperanto "mejorado", el delegado Beaufront escogido por la comunidad esperantófona para representarlos y defender por ellos el esperanto defendió finalmente el ido.[cita requerida]
Tiene unos 100 o 200 hablantes reconocidos, con "Congresos de Idistas" cada año en diferentes ciudades de Europa, que congregan a una decena de hablantes.

## Introducción
El ido apareció por primera vez en 1907 como resultado de un deseo de reformar los defectos percibidos en el esperanto, ya que sus partidarios creyeron que sería un obstáculo en su propagación como lengua de fácil aprendizaje. Muchos otros proyectos de reforma aparecieron después del ido como por ejemplo el occidental y el novial. Actualmente el ido, junto con la interlingua son los únicos idiomas auxiliares tras el esperanto con cierto peso en la literatura y con una base relativamente grande de hablantes. El nombre de la lengua puede tener su origen en la pronunciación de I.D.O., acrónimo de Idiomo di Omni (idioma de todos) o en el sufijo -ido de la palabra esperantido, que literalmente significa “descendiente del esperanto”.
El ido utiliza las veintiséis letras latinas usadas en el alfabeto inglés sin signos diacríticos. Sin dejar de ser totalmente regular gramaticalmente hablando, se asemeja a los idiomas románicos en aspecto y a primera vista se confunde a veces con el italiano o el español. El ido es inteligible en gran parte para los hablantes de esperanto, aunque hay ciertas diferencias en la formación del vocabulario, en la gramática y en algunas palabras de diversa función gramatical que hacen del ido, más que un simple proyecto de reforma, una lengua independiente. Tras su inicio, ganó un amplio apoyo en la comunidad esperantista que deseaba reformas en el esperanto (las estimaciones hablan de alrededor del 20 %). Pero a partir de entonces, con la muerte repentina de uno de sus autores, Louis Couturat en 1914, la aparición de cismas con otras reformas, así como el desconocimiento de que el ido era un candidato para ser una lengua internacional debilitó el movimiento pro ido, y no ha sido hasta el surgimiento de Internet cuando ha comenzado a recuperar su ímpetu anterior.

### Comparaciones con el esperanto
El ido hereda muchas de las características gramaticales del esperanto, y en muchos casos el vocabulario es similar. Ambas lenguas comparten las metas de la simplicidad y de la consistencia gramaticales, la facilidad de ser aprendidas, y el uso de palabras raíz de varios idiomas europeos. Los dos idiomas, en gran parte, son mutuamente inteligibles. Sin embargo, fueron introducidos ciertos cambios para tratar algunas de las preocupaciones que se habían presentado sobre el esperanto. Estos incluyen:
- El alfabeto esperanto utiliza seis letras no-Latinas, tres de las cuales no se encuentran en ninguna otra lengua existente; consecuentemente, el esperanto recurre con frecuencia a esquemas para representar letras especiales en un texto mecanografiado y en informática o Internet. Esto conduce a una situación en la que la misma palabra puede aparecer escrita de diversas maneras. El ido trata este inconveniente usando el alfabeto latino de 26 letras, con dos dígrafos "ch" (/tʃ/) y "sh" (/ʃ/), "qu" representa /kw/, como en el inglés "quick", se utiliza en vez del esperanto kv, y gu se utiliza en vez de gv.

La ortografía del ido es fonética en el sentido que cada palabra escrita tiene una pronunciación inequívoca, pero no tiene la correspondencia una a una entre las letras y los fonemas que el esperanto sí tiene.
- El ido no posee reglas gramaticales de concordancia entre palabras con categoría gramatical distinta dentro de una oración.
- En esperanto no se imponen reglas para el orden de las palabras en la frase, sino que se emplea la terminación -n para señalar el objeto directo (acusativo) de la oración. De este modo cada individuo puede ordenar las frases de la manera que más cómoda le resulte respecto a su lengua nativa. Sin embargo, entre aquellos hablantes de lenguas neolatinas se usa un orden común en la frase, con la estructura sujeto-verbo-objeto, con lo que la señalización del objeto directo acaba resultando redundante para ellos. Por este motivo el Ido elimina el uso de la terminación -n para el acusativo cuando se use este orden gramatical concreto, pero se debe seguir aplicando su uso siempre que se desee cambiar la estructura de la frase.
- El esperanto hace un uso intensivo de sufijos y prefijos para transformar una palabra en otra de la misma familia a partir de raíces sencillas, de modo que el vocabulario que se ha de aprender para hablar esperanto se ve reducido a un número de raíces derivables. Sin embargo el uso de estos afijos ha llegado a considerarse indiscriminado por muchos partidarios del Ido. Por eso el Ido elimina algunas de estas palabras transformadas añadiendo raíces adicionales para palabras que en el Esperanto se obtienen por medio de afijos. También impone mayor control en el uso de sus afijos, mediante el empleo de reglas constantes para evitar abusos y ambigüedades.
- El ido no asume el sexo masculino por defecto para palabras de la misma familia y no deriva la palabra femenina agregando un sufijo femenino a la palabra masculina, como lo hace el Esperanto estándar. En lugar de ello, algunas palabras-raíz se definen como de género neutro, y dos sufijos distintos derivan las palabras específicas masculinas y femeninas.

Existe no obstante, una corriente del Esperanto que utiliza un método similar: en esperanto el sufijo para el femenino es -ino ( -nj si es nombrado con intención de cariño, por ejemplo en español madre > mami ) y el sufijo, no oficial, para masculino es -iĉo, (¿el motivo de ese sufijo en concreto? porque existe un sufijo, oficial, para nombrar algo masculino cariñosamente: -ĉj. Así que si de -nj > -ino, entonces lógicamente, de -ĉj > -iĉo).
- En la medida de lo posible, el Ido intenta usar en todo momento palabras que se asemejen a otras ya existentes en la mayoría de las lenguas en las que se basa. El esperanto sin embargo otorga mayor prioridad a la construcción mediante afijos y a la gramática (distorsionando a veces la etimología para facilitar la adhesión de afijos), con el objetivo de evitar una excesiva preferencia hacia las lenguas en las que se basa, tratando de dar un carácter más neutral.
- El ido utiliza elisión para evitar la cacofonía. En esperanto, el libre orden de las palabras permite evitar dicho problema.

## Historia

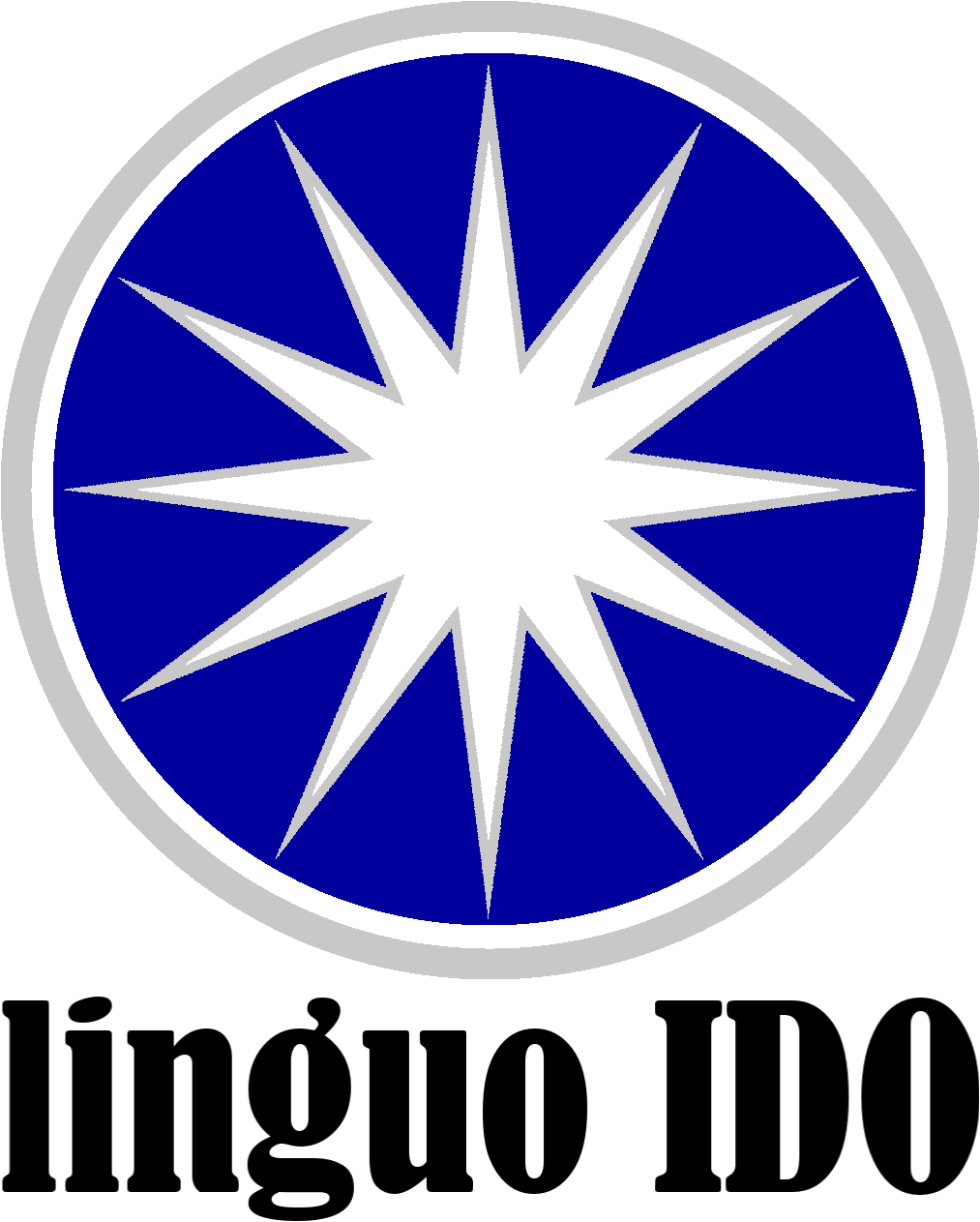
Logo de la lengua Ido

La petición de la Delegación para la Adopción de una Lengua Internacional Auxiliar a la Asociación Internacional de Academias en Viena para escoger una lengua internacional fue desestimada en mayo de 1907. La delegación, que había sido fundada por Louis Couturat, decidió reunirse en Comité en París en octubre de 1907 para discutir la adopción de una lengua internacional estándar de entre las competidoras que habían aparecido en esa época. De acuerdo con las actas del Comité, se decidió que ninguna lengua cumplía todas las expectativas, pero que el esperanto podría ser aceptada “debido a su relativa perfección y por las muchas y diversas aplicaciones que actualmente ya tiene, bajo la condición de que se realicen diversas modificaciones llevadas a cabo por la comisión permanente en la dirección definida por las conclusiones del informe de los secretarios (Couturat y Leopold Leau) y por el Proyecto Ido que luego fue presentado al comité como trabajo anónimo. El Proyecto Ido fue más tarde revisado por Couturat con ayuda de representantes del esperanto antes de ser presentado al Comité, Louis de Beaufront. Beaufront se puso a favor del esperanto durante el proceso, pero las mejoras adoptadas por la nueva lengua provocan su "conversión" al ido, lo que supone un refuerzo de sus posiciones iniciales y un acto de coherencia.

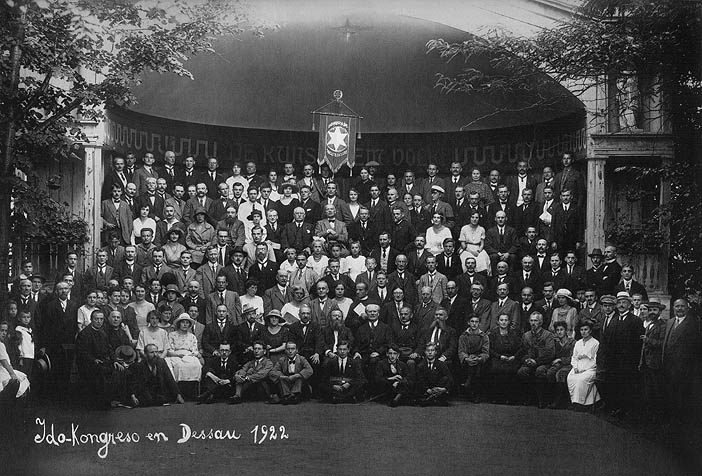
Fotografía del Congreso Internacional de Ido en Dessau, Alemania en 1922.

Los primeros promotores del esperanto se resistieron a las reformas y el propio inventor, L.L. Zamenhof no las aceptó. Irónicamente, algunas reformas adoptadas por el ido habían sido asimismo propuestas varias veces por Zamenhof, aunque solo propuso varias reformas para contentar a varios esperantistas que lo habían pedido. En 1894, propuso eliminar las letras acentuadas por ser "una barrera en la difusión de la lengua", eliminar también el caso acusativo, cambiar el plural -oj al italianesco -i, y prescindir de la concordancia adjetivo-sustantivo por considerarla un lastre superfluo. El hábito de mantener inamovibles las reglas básicas del esperanto todavía permanece gracias al fundamento el esperanto ha sobrevivido a las guerras mundiales, conflictos internos del movimiento y a cualquier intento de debilitar el esperanto. Couturat, que fue el principal impulsor del ido, murió en un accidente de coche en 1914, lo cual, junto a la Primera Guerra Mundial supuso un serio revés al movimiento. A pesar de que este se recuperó en cierto modo durante periodo de entreguerras todo el movimiento para la instauración de una lengua internacional sufrió un proceso de fragmentación tras la muerte de Couturat. La publicación de otra lengua más europeizada, el occidental o interlingue, en 1922 supuso el inicio de un proceso de atomización de la comunidad y el ido perdió la mayor parte de sus publicaciones periódicas. La deserción de uno de sus principales promotores, el lingüista danés Otto Jespersen, en 1928 con ocasión de la publicación de su propio lenguaje (el novial), pareció haber sentenciado al ido. Después de las guerras mundiales, poco a poco se levantó el movimiento idista, pero este comenzó a perder miembros y casi todas las sociedades nacionales desaparecieron, incluyendo la Academia de Ido. Actualmente existen un puñado de sociedades que son más virtuales que reales aunque es digno de destacar la sociedad idista de Berlín, el único club idista existente. Este club edita una revista bilingüe alemán-ido y participa activamente en la feria de idiomas de Berlín.
Algunos observadores han achacado el declive del ido a su carácter híbrido (parte proyecto de reforma del esperanto, parte estándar común europeo). Según esto, en el mismo instante en que el ido no pudo suplantar al esperanto y que no fue adoptado por la comunidad esperantista, muchos vieron la convivencia entre ambas lenguas como un peso innecesario y se dirigieron hacia otros proyectos. Muchos también prefirieron retornar a la comunidad esperantista, mucho más numerosa.

Bandera del ido

En los años treinta la decadencia del ido se vio ralentizada y durante la larga gestación del proyecto de la Asociación de la Lengua Auxiliar Internacional (en inglés International Auxiliary Language Association, IALA) el movimiento idista mantuvo una importancia significativa en la matriz de la interlingüística.
Como los occidentalistas, muchos idistas esperaban que el IALA produjera una lengua muy similar a la de su preferencia, pero finalmente, la radicalmente naturalística interlingua resultó ser aún más diversa que el ido y del extenso occidental y (en contraste con lo que sucedió con la comunidad occidentalista) no hubo una migración importante de partidarios del ido hacia la nueva lengua.
En este periodo la supervivencia del idioma se sostuvo con recursos financieros acumulados durante su periodo dorado (por ejemplo, el químico Wilhelm Ostwald donó lo recabado de su Premio Nobel de 1909 a una fundación idista).
Jespersen, que estuvo presente durante los diez días que duraron las deliberaciones del comité en París y que luego formó parte de la comisión permanente, escribió una historia del ido.
Muchos promotores del esperanto atacaron al ido durante años. Uno de ellos, Don Harlow (ver Don Harlow en la Wikipedia en esperanto), escribió una historia del ido, concretamente en el tercer capítulo de su El libro del esperanto, "Cómo construir un lenguaje". Algunos han criticado la validez de su historia, a lo que él respondió en un subcapítulo, "Ido: Los inicios". Sea como sea, los partidarios del ido argumentan que la historia de Harlow no cuenta con el testimonio de todas las partes, como hizo Jespersen. No obstante, está basada en material de otros testigos como Émile Boirac y Gaston Moch y con fuentes documentales a las cuales Jespersen no pudo tener acceso (como la correspondencia de Zamenhof con Couturat y otros durante ese periodo).

### La comunidad actual de hablantes
La gran mayoría de hablantes de ido conocieron su existencia tras haber aprendido esperanto, por lo que el porcentaje de idistas que saben esperanto es mucho mayor que el caso contrario. El mayor número de hablantes de ido se encuentran en Alemania, Francia y España, aunque en realidad se pueden encontrar seguidores de esta lengua en casi treinta países de los cinco continentes, según la lista de representantes nacionales que aparece actualizada en cada número de Progreso órgano oficial de la organización mundial idista.
Al tratarse de una lengua artificial, es extremadamente difícil saber el número exacto de hablantes, pero se estima que puede haber entre 100 y 200 e Internet ha permitido un renovado interés por la misma en los últimos años. En comparación, el esperanto tiene al menos unos cientos de miles, incluso el psicólogo retirado Sidney S. Culbert, que lideró un estudio a escala mundial, estima esa cifra en 2 millones, sin embargo muchos esperantistas no creen que esta cifra sea real y que sea un poco exagerada.
No obstante, es imprescindible distinguir entre el número de hablantes de ido y seguidores o simpatizantes del idioma. Siempre ha ido a remolque del esperanto, y muchos esperantistas lo han aprendido más como curiosidad que para usarlo y han preferido apoyar al más conocido esperanto. Es posible encontrar en Internet foros trilingües ido-esperanto-lengua madre (inglés, español...), en los cuales los diferentes interlocutores se comunican casi sin problemas.
Algunos esperantistas vieron el cisma del ido como una bendición y un número de escritos demuestran que había interés en ver cómo los interesados en crear una lengua perfecta reformándola constantemente dejaban el campo abonado para que el resto (los esperantistas) pudiera trabajar en usar y promover la lengua por sí misma. Sin embargo, estos "reformadores constantes" promovieron otros proyectos de reforma, ninguno de los cuales sobrevivió mucho más allá de las muertes de sus autores y el ido ha permanecido constante desde entonces. Puede decirse que si bien la comunidad ido fue en sus inicios de espíritu fuertemente renovador, sus días de cambios constantes han terminado y se ha afianzado como una lengua terminada, estable y fácil de aprender.

## Gramática

### Fonología
|                     | Bilabial | Bilabial | Labio- dental | Labio- dental | Alveolar | Alveolar | Post- alveolar | Post- alveolar | Palatal | Palatal | Velar | Velar | Glotal | Glotal |
| ------------------- | -------- | -------- | ------------- | ------------- | -------- | -------- | -------------- | -------------- | ------- | ------- | ----- | ----- | ------ | ------ |
| Oclusiva            | p        | b        |               |               | t        | d        |                |                |         |         | k     | g     |        |        |
| Nasal               |          | m        |               |               |          | n        |                |                |         |         |       |       |        |        |
| Vibrante            |          |          |               |               |          | ɾ        |                |                |         |         |       |       |        |        |
| Fricativa           |          |          | f             | v             | s        | z        | ʃ              | ʒ              |         |         |       |       | h      |        |
| Africada            |          |          |               |               | ʦ        |          | ʧ              |                |         |         |       |       |        |        |
| Lateral             |          |          |               |               |          | l        |                |                |         |         |       |       |        |        |
| Lateral aproximante |          |          |               |               |          |          |                |                |         | j       |       |       |        |        |

- Vocales: a e i o u
- Consonantes: b c d f g h j k l m n p q r s t v w x y z
- Digramas: ch sh qu
- Diptongos: au eu

El ido tiene el mismo sistema de 5 vocales típicas (a, e, i, o, u, que tienen el mismo valor que el del IPA) que el esperanto, y casi las mismas consonantes, aunque se omiten dos fonemas consonánticos usados por este, IPA /x/ y /dʒ/. (Las distinciones entre /x/ : /h/ y /dʒ/ : /ʒ/ provocaban una carga innecesaria en el esperanto, así que fueron eliminadas en el ido.)

#### Acento
Las normas de acentuación en ido son regulares, pero ligeramente más complicadas que en esperanto: todas las palabras polisílabas son llanas excepto los verbos infinitivos, que son agudas -así, encontramos nombres como skolo (escuela), telefono (teléfono), filozofo (filósofo), kafeo (café); adjetivos como universala (universal) y verbos conjugados como lernas (aprendo). En cambio, tenemos irar (ir), savar (saber), drinkar (beber), klozar (cerrar), dankar (agradecer) o pensar (pensar).
Cuando una palabra termina con una vocal precedida de i o de u, las dos vocales se funden para formar una sola sílaba (diptongo), trasladando el acento a la sílaba precedente.
Ejemplos: familio (familia), linguo (lengua), radio (radio).

### La elisión
El ido permite (y recomienda) el uso de la elisión para evitar cacofonías o para mejorar la fluidez del lenguaje hablado. He aquí algunos ejemplos:
- Vocales consecutivas
  - kordiala amiko → kordial amiko; olda avulo → old avulo
- Preposición + artículo
  - a la = a l’ = al
  - da la = da l’ = dal
  - de la = de l’ = del
  - di la = di l’ = dil

### El verbo
Los verbos son totalmente regulares. Dentro de las formas impersonales encontramos el infinitivo que, a diferencia del español y de forma similar al latín, tiene tres tiempos verbales: pasado, presente y futuro.
Existe otra forma impersonal, el participio, que no sólo tiene estos tres tiempos, sino que además posee una voz activa y otra voz pasiva. La primera se podría traducir al español como la cualidad del que hace la acción del verbo correspondiente. Por ejemplo skribanta significa el que escribe. En cambio, la correspondiente forma pasiva del singular sería skribata, que significa literalmente escrito.
Las formas personales tienen más tiempos verbales para mejorar la comprensión del texto y su exactitud, a saber:
- Presente
- Pretérito imperfecto
- Pretérito perfecto
- Pretérito pluscuamperfecto
- Futuro
- Futuro perfecto
- Condicional
- Condicional compuesto
- Imperativo
- Imperativo anterior

Algunas de estas formas verbales pueden ser escritas usando su equivalente compuesto, que consiste en la forma correcta del verbo esir (ser) y un participio activo.
La voz pasiva, por su parte también utiliza la forma compuesta con esir y un participio, pero esta vez el pasivo.
El pasivo también se forma añadiendo la partícula aglutinante -es- en el cuerpo central del verbo conjugado:
Me vid.a.s amiko → Amiko vid.es.a.s da me. (Veo a un amigo → Un amigo es visto por mí).

### Los pronombres
Los pronombres fueron revisados para hacerlos acústicamente más distintos de lo que lo son en esperanto, los cuales todos acaban en i. Especialmente los pronombres personales singular y plural de la 1.ª persona mi y ni podía ser confundidos al hablar así que en ido son me y ni. En ido además se distingue entre el informal (tu), y el formal (vu) dentro de los pronombres de la 2.ª persona del singular. La 2.ª persona del plural (vi) no tiene forma informal. Aparte, el Ido tiene un pronombre de la 3.ª persona para todos los géneros (lu, que puede significar él, ella, o ello, dependiendo del contexto), además de sus pronombres masculino, femenino y neutro de la 3.ª persona.
Los pronombres personales pasan a ser posesivos mediante la desinencia -a.
- Singular: mea, tua, vua, (i)lua / (e)lua / (o)lua
- Plural: nia, via, lia

Los pronombres demostrativos son:
- Singular: (i)ca (esto/a), (i)ta (aquello/a)
- Plural: (i)ci (estos/as), (i)ti (aquellos/as)
- ilu + ca: ilca (ése)
- elu + ca: elca (ésa)
- olu + ca: olca (eso)
- ilu + ta: ilta (aquello que, el que)
- elu + ta: elta (aquella que, la que)
- olu + ta: olta (lo que)

Los pronombres y los adjetivos interrogativos y relativos son:
- qua para el singular
- qui para el plural
- quo para objetos y palabras indeterminadas

Los adjetivos interrogativos siguen la regla general de los adjetivos, es decir, invariables en género y número:
- qua homo venis? (¿quién vino? "¿qué hombre vino?") | qua homi venis? (¿quiénes vinieron?)

A continuación se detallan los pronombres y adjetivos indefinidos:
ula, nula, irga, altra, kelka, singla, omna, multa, poka, plura, tanta, quanta, cetera, ipsa

### Los adjetivos
Los adjetivos cualificativos terminan siempre en -a (excepto cuando hay elisión) y no varían nunca en género o número.
Cuando el adjetivo funciona como sustantivo tácito (el adjetivo hace de pronombre como en la frase los azules son muy buenos) el plural se indica añadiendo el artículo le (le blua esas tre bona).
Los comparativos y superlativos no se realizan cambiando el adjetivo, sino añadiendo palabras auxiliares.
- granda → plu granda kam → maxim granda de/ek
- minim granda de/ek ← min granda kam ← granda
- rapide → tre rapide → tam rapide kam

### Formación de palabras
Todas las palabras en ido se forman a partir de una palabra raíz, a la que se le añaden prefijos y sufijos. Estos determinan su género, número, función, etc. Como en el esperanto, el ido es gramaticalmente invariable; a diferencia de la mayoría de lenguas naturales, no hay excepciones.
En esta tabla se muestran algunas de las terminaciones gramaticales (sufijos):
| Forma gramatical    | Ido        | Esperanto    | Castellano                |
| ------------------- | ---------- | ------------ | ------------------------- |
| Sustantivo singular | -o (libro) | -o (libro)   | -o -a -e... (libro)       |
| Sustantivo plural   | -i (libri) | -oj (libroj) | -os -as -es... (libros)   |
| Adjetivo            | -a (varma) | -a (varma)   | -o -a -e... (caliente)    |
| Adverbio            | -e (varme) | -e (varme)   | -mente (calurosamente)    |
| Infinitivo presente | -ar (irar) | -i (iri)     | -ar -er -ir (ir)          |
| Presente            | -as (iras) | -as (iras)   | voy, vas, va...           |
| Pasado              | -is (iris) | -is (iris)   | iba, ibas...              |
| Futuro              | -os (iros) | -os (iros)   | iré, irás, irá..          |
| Imperativo          | -ez (irez) | -u (iru)     | ¡vete!, ¡váyanse!, ¡idos! |
| Condicional         | -us (irus) | -us (irus)   | iría, irías...            |

### El vocabulario
El vocabulario del ido se basa en las palabras que permiten una mayor facilidad al número más grande de hablantes de lenguas indoeuropeas. Durante sus inicios, las primeras cinco mil raíces fueron analizadas, comparándolas a los vocabularios inglés, francés, castellano, alemán, ruso e italiano y el resultado fue el siguiente:
- 2024 raíces (el 38 %) pertenecen a 6 idiomas
- 942 raíces (el 17 %) pertenecen a 5 idiomas
- 1111 raíces (el 21 %) pertenecen a 4 idiomas
- 585 raíces (el 11 %) pertenezca a 3 idiomas
- 454 raíces (el 8 %) pertenecen a 2 idiomas
- 255 raíces (el 5 %) pertenecen a 1 idioma
  - total 5371 100 %

Además, una comparación del vocabulario de ido con los seis idiomas anteriores muestra las siguientes proporciones de semejanza:
- Francés 4880 - 91 %
- Italiano 4454 - 83 %
- Castellano 4237 - 79 %
- Inglés 4219 - 79 %
- Alemán 3302 - 61 %
- Ruso 2821 - 52 %

Esto hace que el ido sea confundido a veces con el francés, el italiano o el castellano a primera vista.
En la siguiente tabla se comparan algunos vocablos del ido con las lenguas en las que se ha hecho referencia más arriba. Puede observarse la enorme similitud en algunos de los casos:
| Ido     | Italiano           | Inglés            | Francés | Alemán               | Ruso        | Español     | Esperanto |
| bona    | buono              | good ("bonus")    | bon     | gut ("bonus")        | dobriy      | bueno       | bona      |
| donar   | dare ("donare")    | give ("donor")    | donner  | geben                | darit       | dar / donar | doni      |
| filtrar | filtrare           | filter            | filtrer | filtern              | filtrovat   | filtrar     | filtri    |
| gardeno | giardino           | garden            | jardín  | Garten               | ogorod      | jardín      | ĝardeno   |
| kavalo  | cavallo            | horse ("cavalry") | cheval  | Pferd ("kavallerie") | kon         | caballo     | ĉevalo    |
| maro    | mare               | sea ("marine")    | mer     | Meer                 | more        | mar         | maro      |
| naciono | nazione            | nation            | nation  | Nation               | narod       | nación      | nacio     |
| studiar | studiare           | study             | étudier | studieren            | shtudirovat | estudiar    | studi     |
| yuna    | giovane ("junior") | young             | jeune   | jung                 | yuniy       | joven       | juna      |

El vocabulario del ido se amplía generando nuevas palabras mediante la alteración de otra palabra ya existente con un cierto número de prefijos y sufijos concretos. Esto permite tomar palabras ya existentes y modificarla para crear un neologismo y que este sea inteligible por el resto de la comunidad sin necesidad de tener que ser explicado previamente por su creador.
Los nuevos vocablos se crean tras un análisis de su etimología y haciendo referencia a su equivalente en su lengua primitiva.
Si una palabra no puede crearse simplemente modificando un vocablo preexistente, entonces se adopta una nueva raíz (como la palabra wikipedio (wikipedia), formada con wiki + enciklopedio). En 1926, por ejemplo, se adoptó la palabra alternatoro (alternador), porque cinco de las seis lenguas en las que se basa el Ido usaban casi la misma ortografía para esa palabra, y porque su significado era lo suficientemente lejano de cualquier otra palabra como para poder generar ambigüedad.
La adopción de una palabra viene por un consenso después de que esta haya sido revisada de forma oficial por la Unión. Se pone una especial atención en evitar la homonimia, y la adopción de cualquier nueva palabra va precedida de una concienzuda discusión. Cualquier palabra extranjera con un significado muy conciso y que no sea de uso cotidiano (como por ejemplo la palabra intifada) debe dejarse tal cual, pero escrita con letra itálica.

#### Los afijos
Los afijos son un recurso ampliamente utilizado en ido para formar vocablos de la misma familia que la palabra originaria. Reciben el nombre de prefijos si se sitúan antes de la raíz en la palabra y sufijos si lo hacen después. El número de afijos es demasiado grande para ser incluido por entero en este artículo, no obstante, una somera explicación puede dar una idea bastante clara de su funcionamiento. Ejemplos:
- Sufijos
  - ach: Es el sufijo peyorativo: hundo (perro) → hundacho (chucho, perrucho), libro → libracho (librejo)
  - ad: Es un sufijo que expresa frecuencia, duración de la acción: danso (danza) → dansado (el baile, como acción)
  - ag: -ag- es la contracción del verbo agar (obrar) y denota el uso del objeto presente en la raíz: martelo (martillo) → martelagar (amartillar)
- Prefijos
  - bo: Prefijo que denota parentesco por matrimonio, familia política: patro (padre) → bopatro (suegro)
  - des: Denota lo contrario de la palabra raíz: facila (fácil) → desfacila (difícil)

Los sufijos pueden aglutinarse y colocarse dos o más según como sea necesario, siempre que la palabra, al irse prolongando, conserve una coherencia gramatical.
Los prefijos, como es natural, funcionan de forma muy parecida a los sufijos, aunque normalmente sólo se podrá usar un prefijo por palabra.

#### Números
- 1–10: un, du, tri, quar, kin, sis, sep, ok, non, dek
- 0: zero
- 100: cent
- 1000: mil
- 1 000 000: miliono
- 13: dek-e-tri (≈ 10 + 3)
- 20: du-a-dek (≈ 2 • 10)

## Literatura y publicaciones
El ido tiene algunas publicaciones que admiten suscripción o descarga de Internet de forma gratuita en la mayoría de los casos. Casi todas las publicaciones reúnen artículos de los temas más variados y algunas páginas dedicadas al estado en el que se encuentra el movimiento, así como noticias relacionadas. Kuriero Internaciona es una revista realizada en Francia cada pocos meses. Adavane! es otra publicación editada cada dos meses en España por la Sociedad española de ido que contiene una serie de artículos de interés general y aproximadamente una docena de páginas de obras traducidas de otros idiomas. Progreso es el órgano oficial del Movimiento y su voz oficial desde 1908.
Pueden hallarse también multitud de libros en ido con historias cortas, fábulas o proverbios así como una reducida edición de la Biblia traducida.
En la actualidad, destaca Brian E. Drake como uno de los principales autores en este idioma, con publicaciones tanto originales como traducciones.

## Convenciones internacionales recientes
- 2011: Echternach, Luxemburgo (Información)
- 2010: Tubinga, Alemania (Información)
- 2009: Tallin, Estonia (Información)
- 2008: Wuppertal-Neviges, Alemania, participantes de 5 países (Información)
- 2007: París, Francia, 14 participantes de 9 países (Información, Photo)
- 2006: Berlín, Alemania, aprox. 25 participantes de 10 países (Raporto)
- 2005: Toulouse, Francia, 13 participantes de 4 países (Información)
- 2004: Kiev, Ucrania, 17 participantes de 9 países (Información)
- 2003: Großbothen, Alemania, participantes de 6 países (Información)
- 2002: Cracovia, Polonia, 14 participantes de 6 países (Raporto)
- 2001: Núremberg, Alemania, 14 participantes de 5 países (Información)
- 1998: Białobrzegi, Polonia, 15 participantes de 6 países
- 1997: Bakkum (mun. Castricum), Holanda, 19 participantes de 7 países
- 1995: Elsnigk, Alemania
- 1991: Ostend, Bélgica, 21 participantes
- 1980: Namur, Bélgica, 35 participantes
- 1960: Zúrich, Suiza, ca. 50 participantes

## Idistas
Un idista es una persona que habla o usa el idioma internacional ido. También puede ser alguien que participa en la cultura idista o que o la apoya o estudia de una forma u otra. Entre los idistas más conocidos se encuentran:
- Louis Couturat: creador de la lengua.
- Louis de Beaufront: creador de la lengua.
- Pál Dienes: matemático y filósofo.
- Hjalmar Eklund: filósofo.
- Otto Jespersen: filósofo y lingüista danés.
- Wilhelm Ostwald: químico, profesor universitario y filósofo alemán, premio Nobel de Química en 1909.
- Andreas Juste: abogado, uno de los mejores literatos en esta lengua.
- Tazio Carlevaro: médico, psiquiatra y psicoterapeuta suizo.
- Dénes Berinkey: ministro húngaro de Justicia entre 1918 y 1919.
- Mihály Babits: poeta y traductor noble húngaro.
- Brian E. Drake: autor y traductor.

## Ejemplos

### La Declaración Universal de los Derechos Humanos
Artículo 1.º de la Declaración Universal de los Derechos Humanos (Universal Deklaro di Homal Yuri, en ido)
Omna homi naskas libera ed egala relate digneso e yuri. Li es dotita per raciono e koncienco e devas agar vers l'una l'altra en spirito di frateso.
Todos los seres humanos nacen libres e iguales en dignidad y en derechos. Están dotados de razón y de conciencia, y deben comportarse fraternalmente los unos con los otros.

### La Princeto (El principito)
Capítulo 17 de El principito; la conversación entre El principito y la serpiente a su llegada a la Tierra. El título de la versión en ido es La Princeto.
CHAPITRO XVII
(...)
–Bona nokto ! –dicis la surprizata princeto.
–Bona nokto ! –dicis la serpento.
–Adsur qua planeto me falis ? –questionis la princeto.
–Adsur Tero, sur Afrika. –respondis la serpento.
–Ha !... Kad esas nulu sur Tero ?
–To esas la dezerto, e nulu esas sur la dezerti. Tero esas tre granda –dicis la serpento.
La princeto sideskis sur stono e levis lua okuli a la cielo.
–Me questionas a me –lu dicis- ka la steli intence brilas por ke uladie singlu povez trovar sua stelo. Videz mea planeto, olu esas exakte super ni... ma tre fore !
–Olu esas bela planeto –dicis la serpento-. Por quo vu venis adhike ?
–Esas chagreneto inter floro e me –dicis la princeto.
–Ha ! –dicis la serpento.
E la du permanis silence.
–Ube esas la personi ? –klamis fine la princeto-. Onu esas kelke sola sur la dezerto...
–Inter la personi onu anke esas sola –dicis la serpento.
La princeto regardis la serpento longatempe.
–Vu esas stranja animalo ! –dicis la princeto-. Vu esas tam tenua kam fingro...
–Yes, ma me esas plu potenta kam fingro di rejo –dicis la serpento.
La princeto ridetis.
–Me ne kredas ke vu esas tre potenta, mem vu ne havas pedi... nek vu povas voyajar...
–Me povas transportar vu plu fore kam navo -dicis la serpento.
Ed olu spulis la maleolo di la princeto, same kam ora braceleto.
–Ta quan me tushas retroiras a la tero deube lu venis. Ma vu esas pura e vu venas de stelo...
La princeto nulon respondis.
–Me kompatas vu, qua esas tante sola sur ta harda granita Tero. Me povas helpar vu se vu sentas nostalgio a vua planeto. Me povas...
–Ho ! –dicis la princeto-. Me bone komprenis, ma pro quo vu sempre parolas enigmatoze ?
–Me solvas omna enigmati –dicis la serpento.
E la du permanis silence.
Averto lektenda
La verko La princeto licencesas sub Creative Commons License, https://web.archive.org/web/20081216083618/http://creativecommons.org/licenses/by-nc/2.0/legalcode
Autoro.- Fernando Tejón, krayono@yahoo.es
Ret-pagino.- https://web.archive.org/web/20060307234629/http://es.geocities.com/idohispania/laprinceto/laprinceto.html

### Mea vido-cirklo (horizonto)
Traducción de la canción del bardo ruso Alexandr Sukhanov de versos del poeta ruso Yunna Morits.

(escuchar)
Me nule savas la Angla, la Franca, la Greka,
Mea vid-cirklo do restas sat mikra e streta -
En mea vid-cirklo trovesas nur flori, arbori,
Nur tero e maro, aero, fairo, amoro.
Me nule savas la Dana e la Portugala,
Mea vid-cirklo restas sat infantala -
Nur joyi rapide pasant', bruligiva aflikto,
Nur esperi, e timi noktal' es en mea vid-cirklo.
Me savas nek la Sanskrito e nek la Latina,
Mea vid-cirklo es ancien-mod' quale tino
Nur morto e nasko homala, nur grani ed astri
Aden mea vid-cirklo penetras e standas sat mastre.
Mea savo artala esas fakultativa.
Mea vid-cirklo restas presk' primitiva -
En olu es nia afero intima, interna
Por ke kun homaro la Tero flugadez eterne.
Mea vid-cirklon restriktas nur timi, esperi,
En olu trovesas nur amo, nur maro e tero.
Aden mea vid-cirklo penetras e standas sat mastre
Nur morto e nasko homala, nur grani ed astri.

### El Padrenuestro
Patro nia, qua esas en la cielo,
tua nomo santigesez;
tua regno advenez;
tua volo facesez quale en la cielo
tale anke sur la tero.
Donez a ni cadie l'omnadiala pano,
e pardonez a ni nia ofensi,
quale anke ni pardonas a nia ofensanti,
e ne duktez ni aden la tento,
ma liberigez ni del malajo.